# Зита (святая)

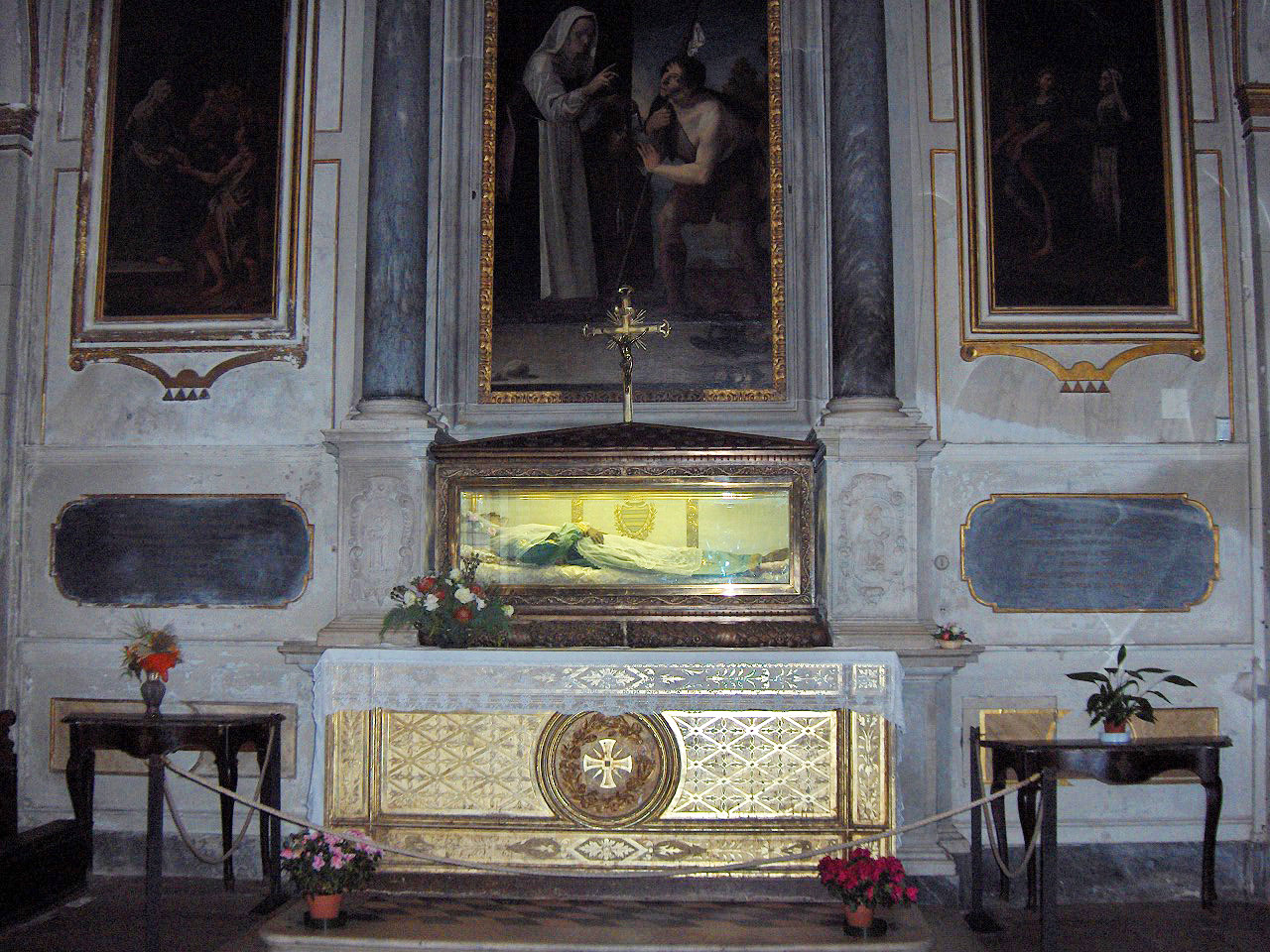
Крипта с мощами святой Зиты, базилика святого Фридиана, Лукка, Италия

 Зи́та (1212 г., Монсаграти, около города Лукка, область Тоскана, Италия — 27 апреля 1272 г., Лукка, Италия) — святая Римско-католической церкви, почитается покровительницей горничных и домашней прислуги.

## Биография
Зита родилась в 1212 году в деревне Монсаграти, возле города Лукка, область Тоскана. В возрасте 12 лет она стала прислуживать в доме семьи Фатинелли. В течение долгого времени работодатели перегружали девочку работой, часто избивали. Однако непрерывное плохое отношение к Зите не лишало её внутреннего мира и спокойствия. Зита переносила издевательства смиренно, что, в конце концов, смягчило отношения к ней хозяев и других слуг. Постоянное благочестие и терпение Зиты привели семью Фатинелли к христианскому обращению. Зиту хозяева сделали управляющей прислугой в доме. Зита считала свою работу призванием от Бога и элементом личного покаяния.
Зита скончалась 27 апреля 1272 года в возрасте 60 лет, прослужив 48 лет семье Фатинелли. После её смерти члены этой семьи стали почитать Зиту как святую. В 1580 году её тело было эксгумировано и оказалось, что мощи святой Зиты являются нетленными. Они были перенесены в базилику святого Фридиана в городе Лукка, где хранятся в настоящее время.
В 1696 году Зита была причислена к лику святых. День памяти в Католической Церкви — 27 апреля.

## Источник
- Catholic Encyclopedia, NY, 1913
- Zbigniew Bauer, Adam Leszkiewicz Wielka Księga Świętych, T. 3, PINNEX, Kraków 2003, стр. 302.